# جهاد صالح
جهاد صالح واسمه الكامل جهاد أحمد صالح قاسم (أبو إياد؛ 15 مايو 1947 – 29 يناير 2023) كاتب ومؤرخ وقاص وناقد وباحث فلسطيني، حاصل على جائزة دولة فلسطين للدراسات الاجتماعية والعلوم الإنسانية للعام 2017، وهو صاحب أكبر موسوعة فلسطينية.

## سيرته
ولد جهاد أحمد صالح قاسم بتاريخ 15 مايو 1947 في قرية دير دبوان في محافظة رام الله والبيرة، ونشأ في مدينة إربد الأردنية. التحق عام 1968 في صفوف الثورة الفلسطينية المعاصرة ومنظمة التحرير الفلسطينية، وتولى منذ عام 1998 مناصب في وزارة الإعلام الفلسطينية وهيئة التوجيه السياسي والوطني الفلسطينية، وهو عضو في اتحاد الكتّاب العرب والأمانة العامة للاتحاد العام للكتّاب والأدباء الفلسطينيين.

## مؤلفاته
من مؤلفاته:
- "روّاد النهضة الفكرية والأدبية وأعلامها في فلسطين"، موسوعة.[3]
- "صفحات من حياة رفعت النمر"، من إصدار وزارة الثقافة الفلسطينية.[3]
- "الجزائر وتلمسان في كتابات المؤرخ الفلسطيني نقولا زيادة".[3]
- "الجبل والضباب"، قصص.[3]
- "سداسية ماجد أبو شرار".[3]
- "الزورق".[3]
- "رجل بقدم واحدة"، قصص.[3]
- "هذه صورة وجهي الأخيرة".[3]
- "الطورانية التركية بين الأصولية والفاشية".[3]
- "خليل بيدس: رائد القصة القصيرة في فلسطين".[3]
- "عاشقة العرب ليلى الأخيلية".[3]
- "روسيا وفلسطين (العلاقات الروحية والثقافية منذ مطلع القرن العاشر الميلادي حتى بداية القرن العشرين)".[3]
- "الروّاد المقدسيون في الحياة الفكرية والأدبية في فلسطين"، سلسلة مكونة من عشرين جزء.[3]

## جوائز
حصل جهاد صالح على على عدة جوائز فلسطينية وعربية وعالمية، منها:
- "جائزة القدس" من الأمانة العامة لاتحاد الكتاب والأدباء العرب، عام 2012، عن كتابه "الروّاد المقدسيون في الحياة الفكرية والأدبية في فلسطين".[4]
- "جائزة جمعية يوم القدس" لأفضل بحث تاريخي عن القدس، عام 2012 في عمان.[4]
- "جائزة الحرية"، لعام 2016، من هيئة شؤون الأسرى والمحررين الفلسطينية.[5]
- "جائزة فلسطين للدراسات الاجتماعية والعلوم الإنسانية"، لعام 2017، من الرئيس الفلسطيني محمود عباس.[6][7]
- "جائزة زهرة المدائن" لأفضل كتاب عن القدس، عام 2019، عن موسوعته "رواد النهضة الفكرية والأدبية وأعلامها في فلسطين من عام 1829-1930".[8]

## وفاته
توفي جهاد صالح يوم الأحد الموافق 29 يناير 2023 في العاصمة الأردنية عمان، عن عمرٍ ناهز حوالي 75 عامًا. نعاه الرئيس الفلسطيني محمود عباس، كما جرى نعيه من قبل وزارة الثقافة الفلسطينية، والاتحاد العام للكتّاب والأدباء الفلسطينيين، وحركة فتح، وآخرين.